# Reyhan Erdogan
Reyhan Erdogan (Istanboel, 11 juli 1975) is een Turks actrice, voornamelijk bekend door haar rol als Fatima Yilmaz in Goede tijden, slechte tijden gedurende het vierde en vijfde seizoen. Daarnaast is ze bekend van haar langdurige gastrol als Arzu Uslu in de politieserie Van Speijk.

## Levensverhaal
Erdogan werd geboren in Istanboel maar verliet al snel haar geboortegrond om naar Nederland te emigreren. Na de middelbare school volgde ze een opleiding aan de Toneelschool van Amsterdam. Zij kreeg landelijke bekendheid door haar rol als Fatima Yilmaz in de soap Goede tijden, slechte tijden. Haar personage was het eerste vrouwelijke, allochtone personage dat vast in de serie te zien was. In 1995 hield Erdogan het voor gezien bij de soap, maar een jaar later keerde ze tijdelijk terug, omdat Paul Groot de serie ging verlaten. Het personage Fatima Yilmaz vertrok samen met Groots personage Stan Nijholt naar het buitenland.
Na de soap Goede tijden, slechte tijden speelde Erdogan een gastrol in het tweede en tevens laatste seizoen van Coverstory. In 2003 speelde ze een rol in de televisiefilm Vrijdag de 14e: Erekwestie, onder regie van Theo van Gogh. Naast haar carrière op het witte doek ging Erdogan zich concentreren op musicals en toneelstukken. Ze ontwikkelde onder andere de kindervoorstelling Reis van Rebel. Voor de NPS en Lemming Film schreef en ontwikkelde ze de jeugdfilm Ik wil ook. Regelmatig staat ze zelf ook in het theater, zoals in het stuk Een vrouw alleen onder regie van René Höcker. 
Erdogan speelde tevens gastrollen in Spoorloos verdwenen (2006) en Keyzer & De Boer Advocaten (2008).